# Leonardo López
Leonardo Fávio López Méndez (Puerto Boyacá, 18 de mayo de 1987) es un futbolista retirado colombiano. Jugaba de mediocampista.

## Clubes
| Club                   | País      | Año       | Partidos |
| ---------------------- | --------- | --------- | -------- |
| Independiente Medellín | Colombia  | 2006      | 6        |
| Boyacá Chicó           | Colombia  | 2006-2009 | 111      |
| San Lorenzo            | Argentina | 2010-2011 | 6        |
| Deportes Tolima        | Colombia  | 2011      | 3        |
| La Equidad             | Colombia  | 2012      | 15       |
| Atlético Junior        | Colombia  | 2012      | 1        |
| Atlético Huila         | Colombia  | 2013-2014 | 12       |
| Patriotas Boyacá       | Colombia  | 2014      | 5        |
| UTC                    | Perú      | 2015      | 7        |